# SATCOMBw
SATCOMBw ist das satellitengestützte Kommunikationssystem der Bundeswehr. Das von Airbus Defence and Space betriebene System ermöglicht dem Militär unter anderem weltweit abhörsichere Telefongespräche, Videokonferenzen und Internetzugang. In der aktuellen „Stufe 2“, die seit Ende 2011 in Betrieb ist, basiert das System auf den beiden Kommunikationssatelliten COMSATBw-1 und COMSATBw-2, mit denen über Bodenstationen der Bundeswehr und des Deutschen Zentrums für Luft- und Raumfahrt (DLR) kommuniziert wird. Vor Erreichen des Wirkbetriebs waren die Satelliten unter den Namen SATCOMBw-2a und SATCOMBw-2b bekannt.

## Geschichte und Zukunft des Systems
Vorläufer von SATCOMBw waren die Systeme TriMilSat (mit Frankreich und Großbritannien, 1990–1997) und MilSatCom (mit Frankreich, 1997–1999).
Während SATCOMBw Stufe 0 und SATCOMBw Stufe 1 auf angemieteten Satellitenverbindungen basierten, bindet das neue System SATCOMBw Stufe 2 zwei eigene militärische Satelliten (jeweils einen für die östliche und westliche Interessenhemisphäre) ein.
Die Planung für die Stufe 2 sah eine Erweiterung des Bodensegmentes vor, insbesondere die Errichtung einer neuen Kontroll- und Ankerstation auf dem Gelände der Bodenstation Weilheim des Deutschen Raumfahrt-Kontrollzentrums, den Ausbau der vorhandenen Bodenstationen in Kastellaun und Gerolstein sowie die Lieferung von zwei transportablen Kontrollstationen für In- und Auslandseinsätze. Die Kosten einschließlich des Betriebs über 15 Jahre wurde mit rund 950 Millionen Euro veranschlagt.
Den Auftrag zum Betrieb von SATCOMBw Stufe 2 vergab das IT-Amt der Bundeswehr am 5. Juli 2006 an die MilSat Services GmbH mit Sitz in Bremen, ein zu diesem Zweck gegründetes Gemeinschaftsunternehmen von EADS Space Services und ND SatCom. Wichtige Unterauftragnehmer sind EADS Astrium, verantwortlich für die Bereitstellung der Satelliten, das DLR als Betreiber der Satellitenkonstellation, Arianespace als Betreiber der Trägerrakete, Thales Alenia Space als Lieferant der Satelliten sowie Intelsat, die zusätzlich kommerzielle Übertragungskapazitäten zur Verfügung stellt. Ab dem 1. Januar 2012 sollte das System einsatzbereit sein.
Im März 2016 wurde bekanntgegeben, dass Airbus Defence and Space SATCOMBw bis 2022 alleine weiter betreiben wird. Hierzu übernahm die Airbus-Tochtergesellschaft Airbus DS GmbH mit Sitz in Taufkirchen bei München die MilSat Services GmbH. Das Bundesamt für Ausrüstung, Informationstechnik und Nutzung der Bundeswehr (BAAINBw) schloss mit dem Unternehmen einen Vertrag im Wert von 145 Millionen Euro. Dieser umfasst den Betrieb der COMSATBw-Satelliten, der Bodenstation in Weilheim und der zugehörigen Netze.[veraltet]
Die geplante Stufe 3 des SATCOMBw-Systems sieht die Ablösung von COMSATBw-1 und -2 durch leistungsgesteigerte Satelliten sowie Anpassungen des Bodensegmentes vor. Ziel ist eine hochdatenratige Verbindung insbesondere auch zwischen Satelliten und zu fliegenden Plattformen.

## COMSATBw-Satelliten
Die beiden von Thales Alenia Space gebauten beim Start jeweils 2440 kg schweren Satelliten basieren auf dem Satellitenbus Spacebus 3000 B2. Die Leermasse beträgt jeweils 1040 kg. Die Kommunikationsnutzlast steuerte das Astrium-Tochterunternehmen Tesat-Spacecom bei. Diese besteht aus vier Transpondern im militärischen Bereich des X-Bands (auch als SHF-Band bezeichnet) und fünf im UHF-Band an Bord. Die quaderförmigen Satelliten sind dreiachsenstabilisiert, haben eine Größe von 2,8 m × 1,8 m × 2,9 m und eine Spannweite der Solarzellenausleger von 17,2 m. Die Solarmodule liefern eine Leistung von 3,2 Kilowatt (end of life). Als Lebensdauer sind 15 Jahre geplant. Die Apogäumsmotoren der Satelliten verbrennen Monomethylhydrazin und Mixed Oxides of Nitrogen während die Triebwerke zur Lageregelung Hydrazin katalytisch zersetzen.
Der Satellit COMSATBw-1 (wegen Projektstufe 2 auch als SATCOMBw-2a bezeichnet) wurde am 1. Oktober 2009 um 21:59 UTC zusammen mit Amazonas 2 mit einer Ariane 5 ECA vom europäischen Weltraumbahnhof Centre Spatial Guyanais in Kourou (Französisch-Guyana) aus gestartet und in eine Geostationäre Transferbahn abgesetzt. COMSATBw-1 wurde als geostationärer Satellit auf 63° Ost positioniert. Dazu wurde sein Apogäumsmotor vier Mal gezündet. Seine Startmasse betrug 2440 kg.
Der Start von COMSATBw-2 (wegen Projektstufe 2 auch als SATCOMBw-2b bezeichnet) sollte am 26. März 2010 zusammen mit Astra 3B' mit einer Ariane 5 ECA vom europäischen Weltraumbahnhof Centre Spatial Guyanais in Kourou (Französisch-Guyana) stattfinden, wurde jedoch dreimal verschoben. Der Start erfolgte schließlich am 21. Mai 2010 um 22:01 UTC. Die Startmasse von COMSATBw-2 beträgt 2440 kg und er wurde auf 13,2° Ost, in rund 36 000 km Höhe genau über dem Äquator positioniert. Die Positionierung und Steuerung des Satelliten in der geostationären Umlaufbahn erfolgt, wie bei COMSATBw-1, durch das Raumfahrtkontrollzentrum des DLR in Oberpfaffenhofen, das 33 Minuten nach dem Start Kontakt mit COMSATBw-2 herstellen konnte.

## Bodensegment

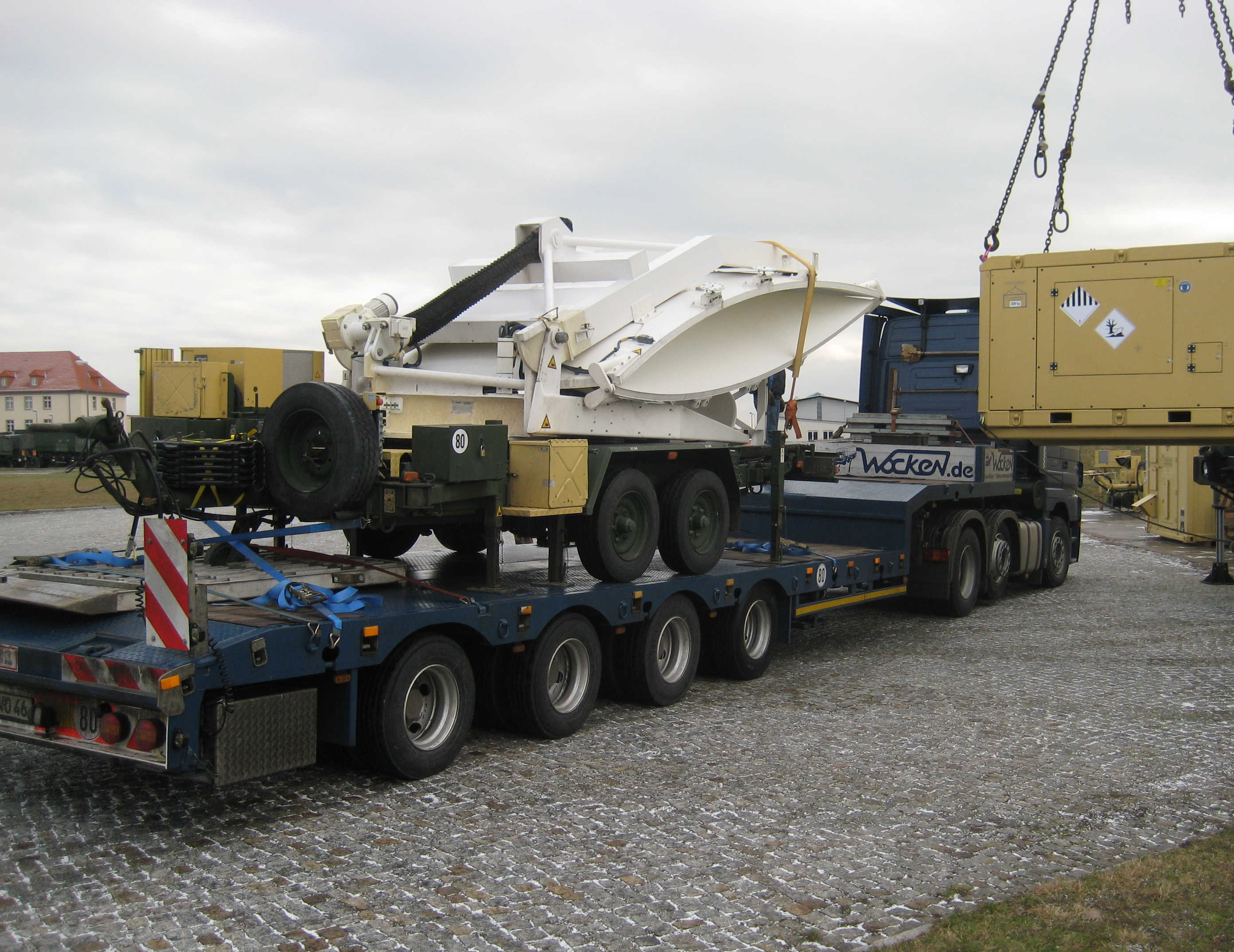
Bodenstation mittel Multiband handelsüblich bei der Verladung

Das Bodensegment von SATCOMBw besteht unter anderem aus:
- 3 Ankerstationen (Bodenstation groß, BSg):
  - BSg-A (Weilheim in Oberbayern) mit zwei C-Band-Antennen (∅ 13,1 m), zwei X-Band-Antennen (∅ 11,1 m) und zwei Ku-Band-Antennen (∅ 6,3 m)
  - BSg-G (Gerolstein) mit zwei C-Band-Antennen (∅ 11,1 m), einer X-Band-Antenne (∅ 11,1 m) und zwei Ku-Band-Antennen (∅ 4,8 m)
  - BSg-K (Kastellaun) mit einer C-Band-Antenne (∅ 11,1 m), zwei X-Band-Antennen (∅ 11,1 m) sowie P-Band-Antennen und Ku-Band-APs
- transportable Bodenstationen mittel (BSm) mit jeweils 4,6 m Antennendurchmesser, unterteilt in:
  - 16 Stück Bodenstation mittel Multiband handelsüblich (BSmM-hü) für C-, X- und Ku-Band
  - 7 Stück BSmC und 16 Stück BSmM, als Nachrüstung aus SATCOMBw-Stufe 1
- verlastbare und transportable Bodenstation klein mit 2,4 m Antennendurchmesser, unterteilt in:
  - 28 Stück Bodenstation klein Multiband (BSkM)

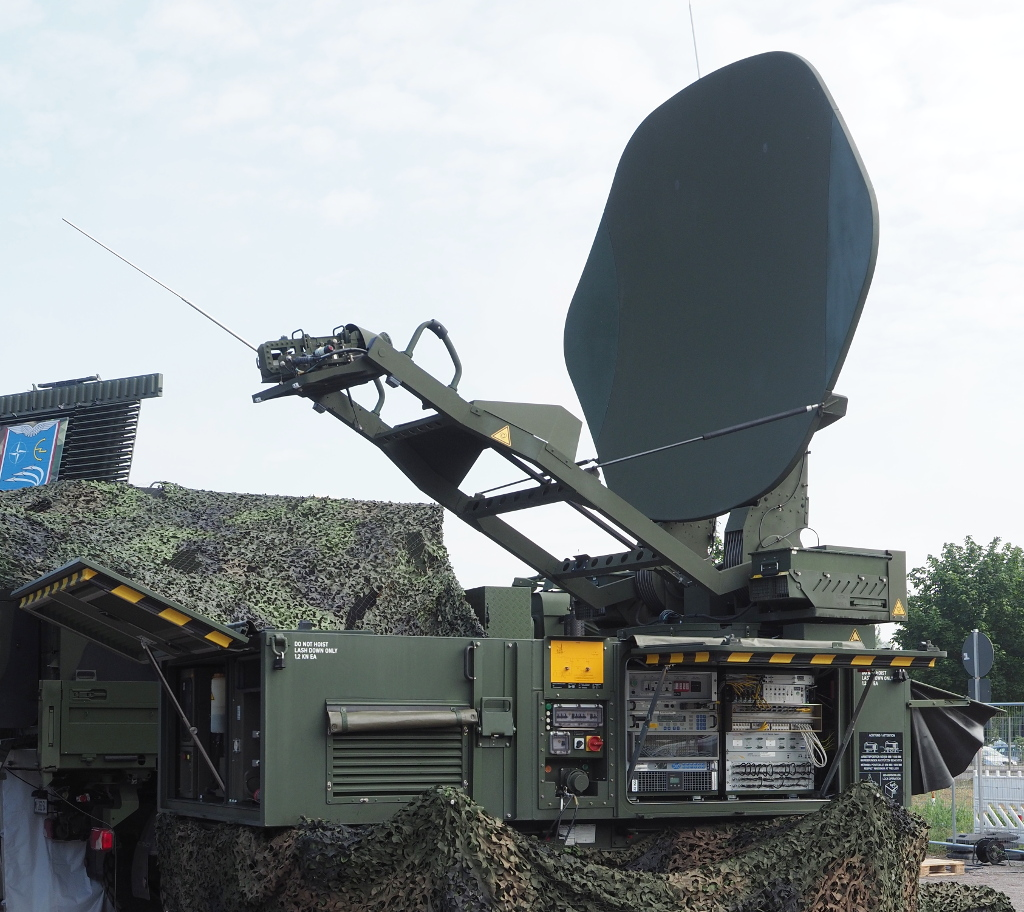
Bodenstation klein dynM ausgestellt

- - 47 Stück BSk dynM mit dynamischem Zugriff
- 400 Stück RBM mit Antennendurchmesser 1,2 m und basierend auf dem DVB-RCS-Normenstandard